# Seegebiet Mansfelder Land
Seegebiet Mansfelder Land est une commune allemande de l'arrondissement de Mansfeld-Harz-du-Sud, Land de Saxe-Anhalt.

## Géographie
Seegebiet Mansfelder Land s'étend sur le plateau de Mansfeld et les plaines près du Süßer See.

Carte de Districts of Seegebiet Mansfelder Land

|           | Gerbstedt                 |                        |
| Eisleben  | Seegebiet Mansfelder Land | Salzatal Teutschenthal |
| Farnstädt | Obhausen Schraplau        | Querfurt               |

| Quartier         | Nombres d'habitants (en 2008) | Villages                                       |
| ---------------- | ----------------------------- | ---------------------------------------------- |
| Amsdorf          | 0491                          | Amsdorf                                        |
| Aseleben         | 0521                          | Aseleben                                       |
| Erdeborn         | 1029                          | Erdeborn                                       |
| Dederstedt       | 0425                          | Dederstedt                                     |
| Hornburg         | 0341                          | Hornburg, Äbtischrode et Holzzelle             |
| Lüttchendorf     | 0622                          | Lüttchendorf et Wormsleben                     |
| Neehausen        | 0261                          | Elbitz, Neehausen et Volkmaritz                |
| Röblingen am See | 3002                          | Neue Siedlung, Oberröblingen et Unterröblingen |
| Seeburg          | 0576                          | Seeburg et Rollsdorf                           |
| Stedten          | 1005                          | Stedten                                        |
| Wansleben am See | 1741                          | Wansleben                                      |

## Histoire
La commune actuelle est issue de la fusion en janvier 2010 des communes d'Amsdorf, Aseleben, Erdeborn, Hornburg, Lüttchendorf, Neehausen, Röblingen am See, Seeburg, Stedten et Wansleben am See réunies auparavant au sein de la Verwaltungsgemeinschaft Seegebiet Mansfelder Land. Dederstedt vient en septembre 2010.

## Infrastructures
Seegebiet Mansfelder Land se trouve sur la Bundesstraße 80 et la ligne de Halle à Hanovre.

## Personnalités liées à la ville
- Christoph Dietrich von Keller (1699-1766), diplomate mort à Stedten.
- Christian Gottfried Schütz (1747-1832), philologue né à Dederstedt.